# Fashion House
Fashion House is een Amerikaanse telenovelle van MyNetworkTV. De Nederlandse zender Tien zond dit programma uit als een vervolg op de Nederlandse serie Lotte. Dit programma ging van start op 10 april 2007 in Nederland.
Het verhaal speelt zich af in de Amerikaanse modewereld, waar het er niet zacht aan toegaat. Wanneer een knappe huisvrouw, Michelle Miller, bij haar man wegloopt, omdat ze wordt bedrogen, gaat ze werken bij een modeconcern, Gianni House of Fashion. Ze droomde al sinds ze klein was modeontwerpster te worden en daar ontmoet ze Luke, de zoon van de baas van Fashion House, en ze krijgen een relatie. De moeder van Luke en de ex-vriend van Michelle proberen de relatie stuk te krijgen.